# Terry Jones
Pour les articles homonymes, voir Terry Jones (pasteur) et Jones.
Terence Jones, dit Terry Jones, né le 1er février 1942 à Colwyn Bay au nord du pays de Galles et mort le 21 janvier 2020 à Londres, est un acteur, réalisateur, scénariste, historien et écrivain britannique.
Il est notamment connu pour avoir été l'un des membres de la troupe comique des Monty Python, réalisant par ailleurs les principaux films de la troupe.

## Biographie

### Formation et débuts
Terry Jones est le fils de Dilys Louisa (Newnes), femme au foyer, et de Alick George Parry-Jones, employé de banque. Au moment de sa naissance, son père servait dans la Royal Air Force en Écosse et, une semaine après, il était affecté en Inde. Terry Jones a donc été élevé pendant sa prime enfance par sa mère. Diplômé du St Edmund Hall d'Oxford, il apparaît pour la première fois à la télévision en 1967 dans la série At Last the 1948 Show (en) aux côtés de John Cleese, Michael Palin et Marty Feldman.
Parallèlement à sa carrière d'acteur, il collabore à de nombreux scénarios, toujours pour la télévision britannique, notamment pour des programmes produits par David Frost.

### Carrière
Terry Jones participe ensuite à la création de la troupe des Monty Python qui connaît un succès considérable avec la série télévisée Monty Python's Flying Circus. Il fut le principal réalisateur des films de la troupe.
Spécialiste d'histoire médiévale — son domaine de prédilection étant le règne de Richard II — et Chaucer, il est l'auteur de plusieurs ouvrages de référence, mais aussi de livres destinés à la jeunesse ou encore de scénarios pour des œuvres de fiction comme The Crusades qui retrace l'histoire des croisades. Jones a également écrit et présenté en 2004 la série télévisée « Sacré Moyen Âge » (Medieval Lives), documentaires de vulgarisation divisés en 8 épisodes d'environ une demi-heure traitant chacun, avec beaucoup d'humour et de dérision, d'un thème particulier (le paysan, le chevalier, etc.).
Il écrit aussi régulièrement des articles politiques pour la presse britannique comme The Guardian ou The Observer, dont certains ont été réunis pour un livre, Ma guerre contre « la guerre au terrorisme » (War on the War on Terror), publié en France chez Flammarion en 2004. Il écrit également quelques ouvrages de fantasy avec Brian Froud tels que Taches étranges et odeurs mystérieuses, Le Livre de fées séchées de Lady Cottington ou encore La Bible des gnomes et des farfadets.
En 2006, il réalise et présente, dans le même style, la série, « Les Barbares » (Barbarians), consacrée aux invasions barbares à la fin de l'Empire romain, revoyant la version traditionnelle entre barbares et civilisation romaine.
Il a interprété Dieu dans le film Le Créateur (1999) d'Albert Dupontel.
Sa dernière apparition sur scène à lieu à l'O2 de Londres à l'occasion du Monty Pythons Live (Mostly) en juillet 2014 pour dix dates.

### Mort
En septembre 2016, la presse révèle que Terry Jones est atteint d'une aphasie primaire progressive. La particularité de cette forme de dégénérescence fronto-temporale est, en premier lieu, une dégradation des capacités du langage. Il devient alors un représentant des personnes atteintes de cette maladie, apparaissant notamment sur scène aux BAFTA 2016 pour montrer les effets de l’aphasie. En avril 2017, il perd la capacité de dire plus que quelques mots d'acquiescement.
Il meurt le 21 janvier 2020 à l'âge de 77 ans, des suites de complications liées à sa démence, à son domicile de North London,,. Il est incinéré à Golders Green.

## Filmographie

### Acteur

#### Télévision
- 1967 : At Last the 1948 Show (série télévisée)
- 1967 : Twice a Fortnight (série télévisée)
- 1967 : Do Not Adjust Your Set (série télévisée)
- 1968 : Broaden Your Mind (série télévisée)
- 1969 : Complete and Utter History of Britain (série télévisée)
- 1969 : Monty Python's Flying Circus (série télévisée)
- 2002 : Dinotopia (série télévisée) (voix)

#### Cinéma
- 1971 : La Première Folie des Monty Python
- 1975 : Monty Python : Sacré Graal !
- 1976 : Pleasure at Her Majesty's
- 1977 : Jabberwocky
- 1977 : The Mermaid Frolics
- 1979 : Monty Python : La Vie de Brian
- 1980 : Peter Cook & Co.
- 1982 : Monty Python Live at the Hollywood Bowl
- 1983 : Monty Python : Le Sens de la vie
- 1983 : The Crimson Permanent Assurance
- 1989 : How to Get Ahead in Advertising
- 1989 : Erik le Viking
- 1991 : Los Angeles Story (voix)
- 1994 : Monty Python's Complete Waste of Time
- 1996 : Blazing Dragons (voix)
- 1996 : Du vent dans les saules
- 1998 : Starship Titanic
- 1998 : Magdalen
- 1999 : Le Créateur
- 2000 : The Boy in Darkness
- 2000 : Gloups ! je suis un poisson (voix)
- 2003 : Green Card Fever
- 2003 : Education Tips No. 41: Choosing a Really Expensive School (voix)
- 2004 : The Unsteady Chough
- 2006 : Enfermés dehors d'Albert Dupontel : un clochard
- 2009 : King Guillaume
- 2015 : Absolutely Anything de Terry Jones (voix et petit rôle au début du film : le conducteur du van)

### Réalisateur
- 1975 : Monty Python : Sacré Graal ! (coréalisé avec Terry Gilliam)
- 1979 : Monty Python : La Vie de Brian
- 1983 : Monty Python : Le Sens de la vie
- 1987 : Personal Services
- 1989 : Erik le Viking
- 1996 : Du vent dans les saules
- 2015 : Absolutely Anything

### Scénariste
- 1986 : Labyrinthe

#### Courts métrages
- 1999 : The BFI London Imax Signature Film
- 2003 : Education Tips No. 41: Choosing a Really Expensive School

#### Série télévisée
- 1992 : Les Aventures du jeune Indiana Jones, épisode Barcelone, mai 1917

### Auteur de séries télévisées documentaires
- 1995 : Crusades
- 1998 : Ancient Inventions
- 2002 : The Surprising History of Rome
- 2002 : The Surprising History of Egypt
- 2002 : The Surprising History of Sex and Love
- 2002 : Sacré Moyen Âge : 8 épisodes documentaires sur l'Angleterre au Moyen Âge.
- 2002 : Terry Jones' Barbarians
- 2002 : Terry Jones' Great Map Mystery

## Publications

### Fictions
- Douglas Adams's Starship Titanic, 1997.  (ISBN 0-330-35446-9)
- Evil Machines, 2011.  (ISBN 978-1-908717-01-6)

### Non-fictions
- Chaucer's Knight: The Portrait of a Medieval Mercenary, 1980.  (ISBN 0-297-77566-9)
- Who Murdered Chaucer?: A Medieval Mystery, 2003.  (ISBN 0-413-75910-5)
- Terry Jones's War on the War on Terror, 2005.  (ISBN 1-56025-653-2)

#### Traductions en français
- Ma guerre contre la guerre au terrorisme [« Terry Jones's War on the War on Terror »], Flammarion, 2006, 229 p. (ISBN 978-2-08-210562-0); édition poche : Points, 2007, 978-2757803080 [8].
- Erik, le viking, Bragelonne, 2008  (ISBN 2352942349); broché : Bragelonne, 2016,  (ISBN 1028100426)